# Elezioni in Corea del Nord

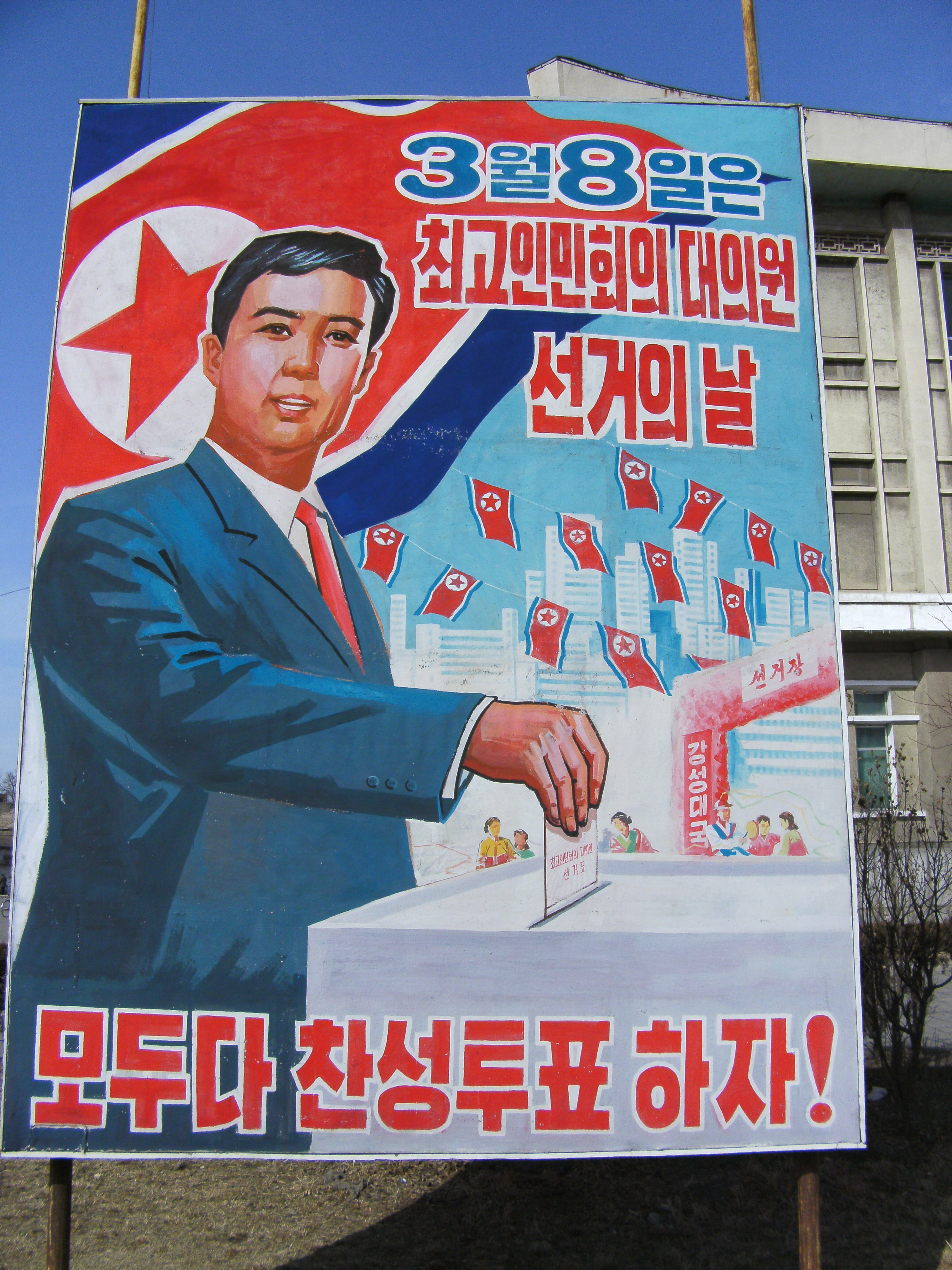
Un manifesto di propaganda a Pyongyang col motto "Votiamo tutti sì!" ("모두다 찬성투표 하자!").

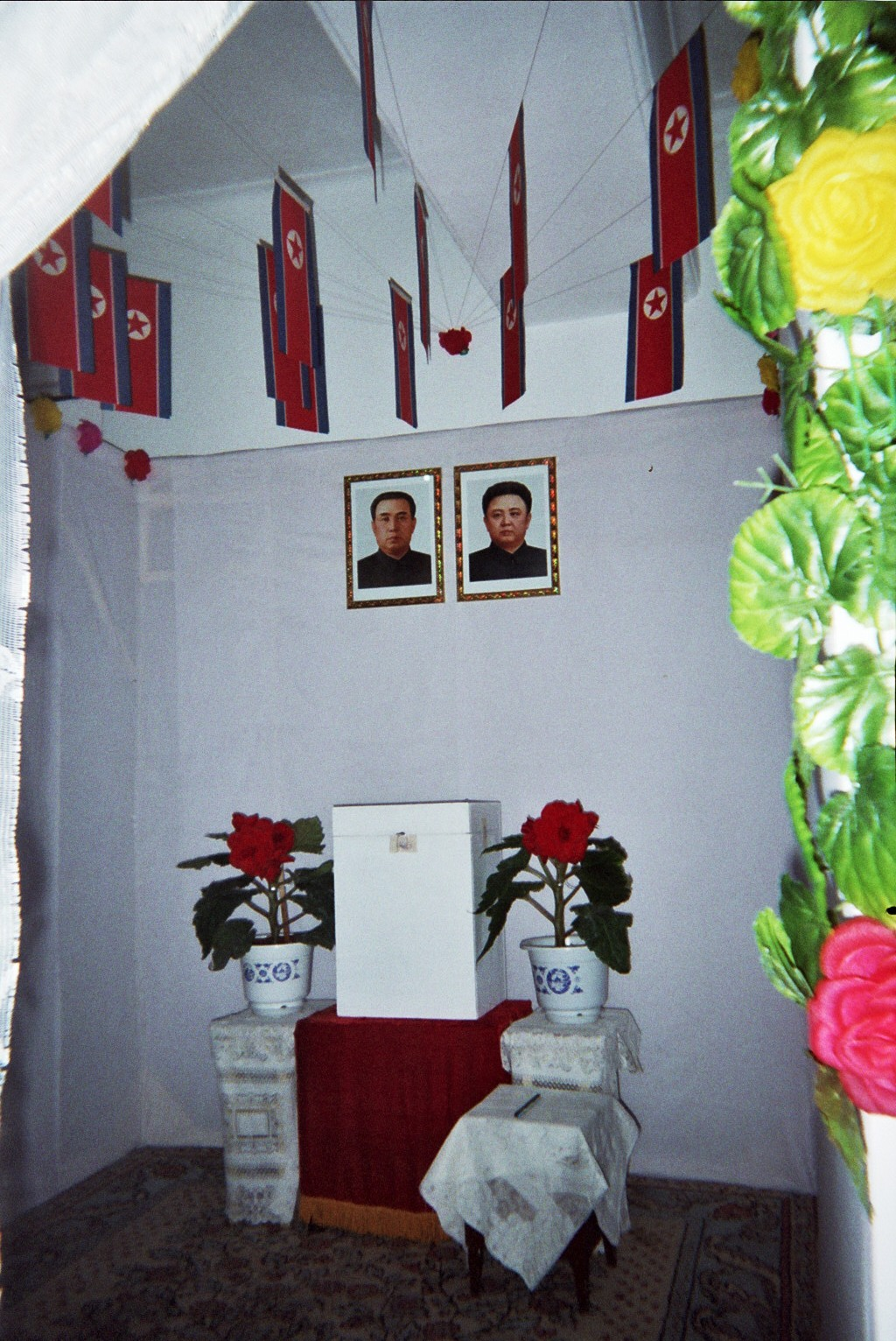
Per votare, il cittadino deve porre una croce sul nome del candidato con una penna rossa vicino all'urna e senza segretezza.

Le elezioni in Corea del Nord si tengono ogni 4/5 anni per l'Assemblea popolare suprema, la camera legislativa del Paese, e ogni 4 anni per le Assemblee popolari locali.
Finora tutti i seggi sono sempre stati ottenuti dal Fronte Democratico per la Riunificazione della Patria, dominato dal Partito del Lavoro di Corea con l'87,5% dei seggi, seguito dal Partito Socialdemocratico di Corea con il 7,4%, dal Partito Chondoista Chongu con il 3,2% e infine dai deputati indipendenti con l'1,9%. Secondo i dati ufficiali, l'affluenza alle urne è vicino al 100% e l'approvazione dei candidati del Fronte Democratico è quasi sempre unanime.

## Procedura
In risposta alle domande del politico britannico Sir Michael Marshall, il nordcoreano Li Chun Sik affermò a un incontro dell'Associazione dei segretari generali dei parlamenti (ASGP) appartenente all'Unione interparlamentare:
Solamente un candidato si presenta a ogni elezione, e il voto è all'apparenza segreto: l'elettore può cancellare il nome del candidato per votare contro, ma deve farlo senza alcuna segretezza. Il voto è obbligatorio e l'affluenza è abitualmente vicina al 100%.
I membri dell'Assemblea popolare suprema sono eletti con un mandato di cinque anni e si riuniscono per le sessioni fino a dieci giorni all'anno. L'Assemblea popolare suprema elegge un comitato permanente noto come il Presidium, che esercita le funzioni legislative quando l'Assemblea non è in sessione. Elegge anche il Presidente della Commissione per gli Affari di Stato, il capo esecutivo del Paese, e il Primo ministro.

### Elezioni locali
Durante le elezioni locali tenute sin dal 1999, il popolo elegge i rappresentanti delle assemblee cittadine, conteali e provinciali ogni 4 anni. Il numero dei rappresentanti è determinato dalla popolazione di ogni giurisdizione.
A tal proposito, lo studioso Andrei Lankov dell'Universitá Kookmin di Seul ha affermato che "Hanno un sistema duale: c'è il sindaco o il governatore, tecnicamente eletto (ma all'atto pratico nominato), e c'é poi un segretario di partito della cittá o della provincia. É quest'ultimo che detiene il potere effettivo, ma il sindaco o il governatore puó essere importante in alcuni casi, fintanto che sia consapevole del suo ruolo e non interferisca con il segretario del Partito dei Lavoratori di Corea."

## Critiche
Le elezioni sono sempre state descritte come delle farse o dei censimenti politici. I seggi non sono competitivi e tutti i candidati sono scelti dal Fronte Democratico. A causa dell'affluenza vicina al 100%, le elezioni servono anche come un censimento ufficiale e la vigilanza degli inminban sorveglia le elezioni per identificare coloro che non si presentano alle urne.
In molti seggi, un elettore, per votare contro un candidato, deve usare una penna rossa sotto gli occhi degli ufficiali elettorali e in altri seggi viene posizionata un'urna apposita per i voti contrari. Molti disertori nordcoreani affermano che un tale atto rappresenta una diserzione ed è molto rischiosa.

## Ultime elezioni
Le ultime elezioni parlamentari si sono svolte il 10 marzo 2019.
| Alleanza                                              | Leader      | Partiti                            | Leader                     | Seggi |
| ----------------------------------------------------- | ----------- | ---------------------------------- | -------------------------- | ----- |
| Fronte Democratico per la Riunificazione della Patria | Kim Yo-jong | Partito del Lavoro di Corea        | Kim Jong-un                | 607   |
| Fronte Democratico per la Riunificazione della Patria | Kim Yo-jong | Partito Socialdemocratico di Corea | Kim Yong-dae               | 50    |
| Fronte Democratico per la Riunificazione della Patria | Kim Yo-jong | Partito Chondoista Chongu          | Ri Myong-chol (ad interim) | 22    |
| /                                                     | /           | Ch'ongryŏn                         | Ho Jong-man                | 5     |
| /                                                     | /           | Indipendenti                       |                            | 3     |
|                                                       |             | Totale                             |                            | 687   |